# Maria Ramos

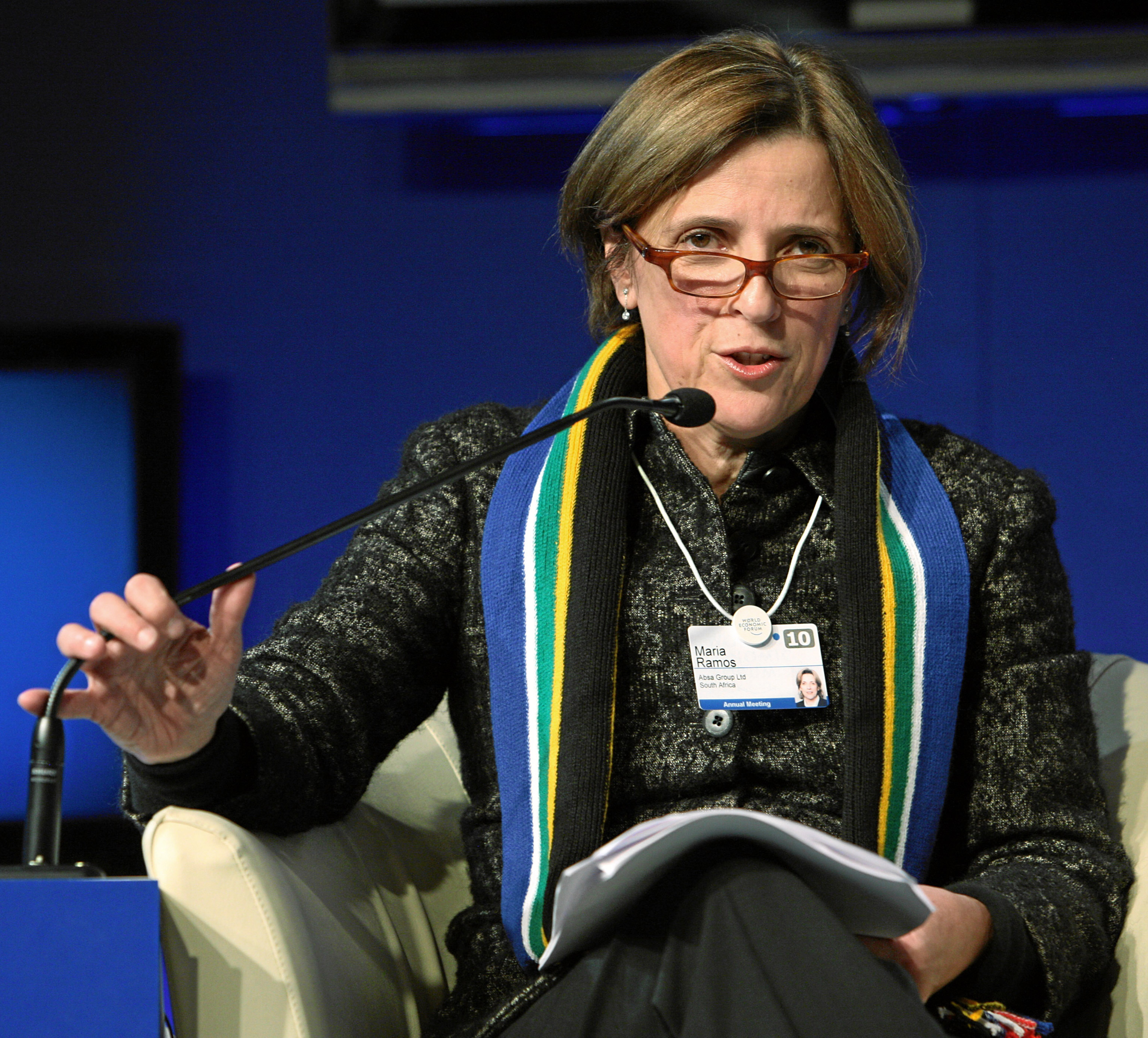
Maria Ramos auf dem Weltwirtschaftsforum in Davos 2010

Maria Ramos (* 22. Februar 1959 in Lissabon) ist eine portugiesische Managerin. Sie ist die frühere Geschäftsführerin (CEO) von Absa Group Limited, einem Finanzdienstleistungskonzern mit Hauptsitz in Johannesburg, Südafrika, und Tochtergesellschaften in Botswana, Ghana, Kenia, Mauritius, Mosambik, Seychellen, Südafrika, Tansania, Uganda und Sambia.
Bevor sie im März 2009 zu Absa als CEO kam, war sie CEO von Transnet Limited. Dies geschah, nachdem sie als Generaldirektorin des Nationalen Finanzministeriums gedient hatte.

## Früheres Leben
Ramos wurde als älteste von vier Töchtern geboren. Ihre Eltern wanderten Mitte der 1960er Jahre nach Mosambik und dann nach Südafrika aus, um nach besseren Möglichkeiten zu suchen. Ramos war sechs Jahre alt, als ihre Familie ihr neues Leben in Vereeniging, etwa 58 Kilometer südlich von Johannesburg, auf der Straße begann. Ramos immatrikulierte sich 1977 und arbeitete für Barclays in Vereeniging als Abfallbeauftragte. Dabei sammelte sie hinter den Kassierern Papiere wie Einzahlungsscheine und Schecks ein und verarbeitete sie manuell. Auf der Suche nach einem Stipendium entdeckte Ramos, dass ihre Bank über ein Stipendienprogramm verfügte, bei dem sie Mitarbeiter beim Abschluss eines Universitätshandelsstudiums unterstützte. Bei der Bewerbung stellte sie fest, dass sich nur Männern bewarben. Es folgte eine lange Schlacht, in der Ramos verschiedene Hindernisse überwinden musste, um die Regeln zu ändern. Schließlich wurde ihr gesagt, wenn sie die Grundprüfungen ablegen und bestehen würde, würden sie sie in Betracht ziehen. Sie fuhr drei Nächte in der Woche nach der Arbeit von Vereeniging nach Johannesburg zu den Abendkursen des Institute of Bankers und bestand die Prüfung in Rekordzeit mit einem Diplom.